# اوموتناشی
اوموتناشی (انگلیسی: OMOTENASHI) OMOTENASHI (فناوری‌های برجسته اکتشاف ماه نشان داده شده توسط NAno Semi-Hard Impactor) یک فضاپیمای کوچک و فرودگر نیمه سخت با فرمت تاسواره‌ای (6U CubeSat) بود که برای نشان دادن فناوری کم هزینه برای فرود و اکتشاف سطح ماه طراحی شده بود. تاسواره قرار بود محیط تشعشعی نزدیک ماه و همچنین سطح ماه را اندازه‌گیری کند. Omotenashi یک کلمهٔ ژاپنی برای «خوش آمدید» یا «میهمان نوازی» است.
اوموتناشی یکی از ده تاسواره‌ای بود که با مأموریت آرتمیس ۱ در اولین پرواز سیستم پرتاب فضایی (SLS)، که در ۱۶ نوامبر ۲۰۲۲ انجام شد، به مداری در مدار خورشید مرکزی در فضای سیسل ماه پرتاب شد.
پس از استقرار از مرحله دوم آرتمیس ۱ آژانس کاوش‌های هوافضای ژاپن JAXA ارتباطات ناپایداری با فضاپیما را گزارش کرد. در ۲۱ نوامبر ۲۰۲۲، یک پیام توییتری ارسال شده توسط JAXA گزارش داد که تلاش‌های بیشتر برای برقراری ارتباط با فرودگر را، که قرار بود در آن روز در پی فرود خود آغاز کند، پایان یافته‌است.